# Hermana Fidelma

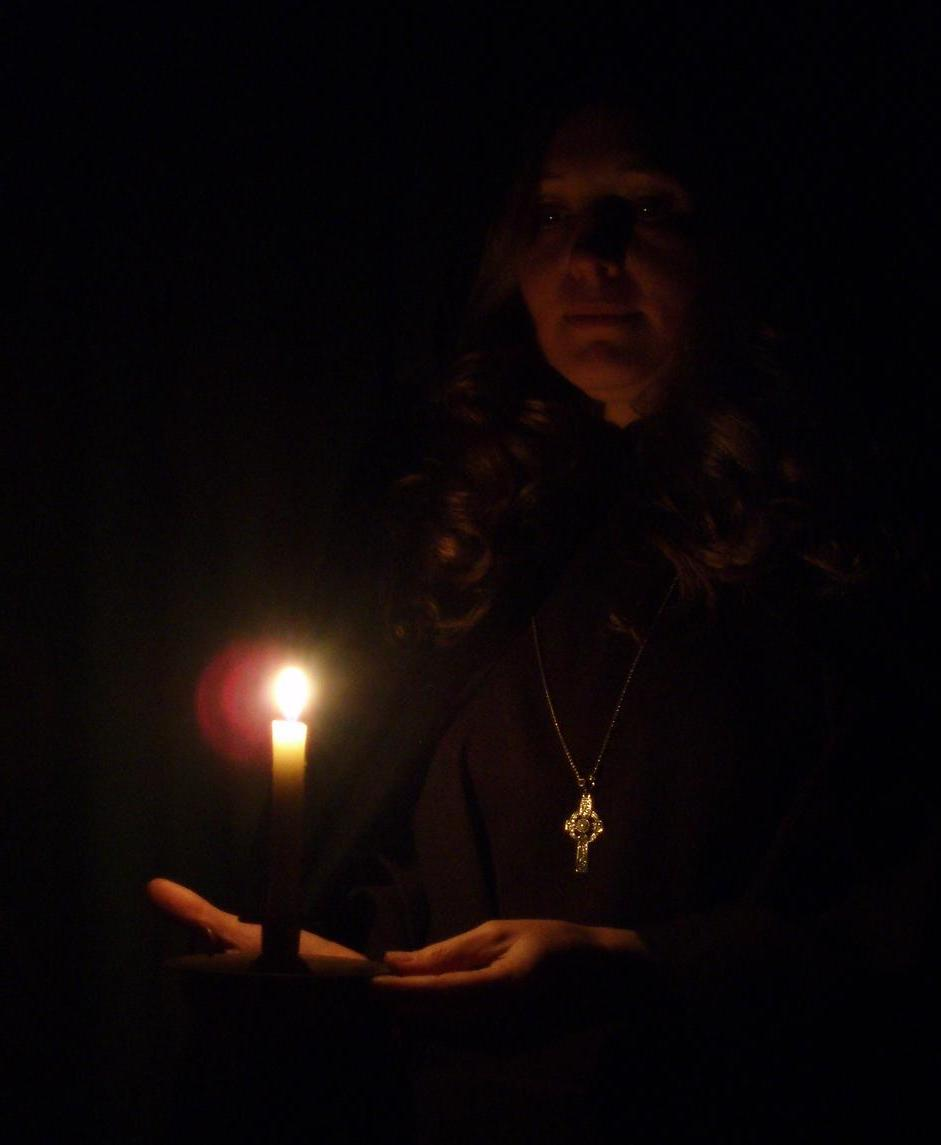
La Hermana Fidelma

La hermana Fidelma es un personaje de ficción de una creciente serie de cuentos y de novelas de misterio. Es la heroína de la serie creada por Peter Tremayne, pseudónimo de Peter Berresford Ellis. La hermana Fidelma es tanto una abogada (o dalaigh, en irlandés) como una religiosa de la antigua Iglesia celta. 
La hermana Fidelma resuelve crímenes y misterios en compañía de su amigo y eventual esposo, el hermano Eadulf, un monje sajón. A pesar de que Eadulf ha sido frecuentemente comparado con el bien intencionado, pero a menudo obtuso, Dr. Watson de Sherlock Holmes, ha demostrado ser fundamental a la hora de resolver los misterios en los que se embarcan, si bien en una menor proporción que su compañera. Eadulf, un fiel compañero, ha salvado la vida de Fidelma en más de una oportunidad. 
Las historias de la hermana Fidelma están enmarcadas a mediados del siglo VII, principalmente en Irlanda. Son misterios policiales con base histórica, dentro de la línea literaria de El nombre de la rosa, de Umberto Eco, y de los misterios del hermano Cadfael, de Ellis Peters. Las novelas de Peter Tremayne son muy complejas y habitualmente contemplan la interacción de varias subtramas que abarcan desde la intriga política, las relaciones personales y los conflictos religiosos, hasta los deseos de los personajes de obtener estatus social o ganancias monetarias. 

## Biografía del personaje
Fidelma nació en el seno de la familia real de Munster en el año 636 de nuestra era. Su padre, el rey Failbe Flann (un rey histórico de Munster), murió entre 637 y 639, cuando Fidelma era apenas una niña. Fidelma fue criada como una princesa Eóganachta, bajo la tutela de un primo lejano, el abad Laisran de Durrow. Estudió tanto el código civil como el código penal del Sistema Legal Brehon, bajo la supervisión del brehon Morann de Tara. Durante sus años de estudio, Fidelma mantuvo un penoso romance con un guerrero. Eventualmente se graduó con el nivel de Anruth, un nivel por debajo del más alto rango del sistema legal irlandés. En las novelas, Fidelma desarrolla su carrera como dalaigh de las Cortes Brehon de Irlanda.
Aconsejada por su mentor, Fidelma se convierte en religiosa de la Iglesia Celta y se une a la comunidad mixta de Santa Brígida de Kildare. Posteriormente, Fidelma abandona esta comunidad debido a los acontecimientos que se detallan en el cuento "Hemlock at vespers" ("Cicuta al anochecer", Peuco Editores), tras lo cual asume el apelativo de "Fidelma de Cashel", lo que enfatiza su lugar de nacimiento. De una determinación férrea y sumamente independiente, Fidelma suele irritar la estructura de la vida religiosa. A medida que se avanza en la lectura se hace evidente que Fidelma se volvió una religiosa como medio para desarrollar su carrera legal, ya que los monasterios eran los centros intelectuales de la Europa del siglo VII, más que como una expresión de devoción cristiana. En la novela A prayer for the damned (Una oración por los condenados), Fidelma considera la posibilidad de renunciar a sus votos religiosos, pero decide aguardar. Continúa buscando el consejo de mentores clérigos, en particular, del abad Laisran de Durrow.
En el año 664, Fidelma acompaña a la delegación irlandesa al Sínodo de Whitby, en donde conoce al hermano Eadulf. Después de resolver juntos un crimen (ver Absolución por asesinato, de Ed. Edhasa, o Sínodo en Witebia, de Peuco Editores), ambos se unen a un grupo de peregrinos que se dirigía a Roma. A pesar de que regresan por separado, Fidelma y Eadulf pronto se reencuentran y, en 667, inician un matrimonio temporal o de prueba, que duraba un año y un día, durante el cual nació su hijo Alchu. En febrero de 668, finalmente contrajeron matrimonio permanente (ver A prayer for the damned - Una oración por los condenados).
En el año 665, el primo de Fidelma, Cathal Cu Cen Mathair, rey de Cashel, muere y el hermano mayor de Fidelma, Colgú, rey histórico que gobernó entre 665 y 678), subió al trono de Munster (ver Suffer little children - Sufrid, pequeños, Ed. Edhasa). Al comenzar el reinado de su hermano, Fidelma se ve cada vez más involucrada en la política y la diplomacia de las cortes de Irlanda.

## Temas de la serie de la hermana Fidelma
A lo largo de la serie, la hermana Fidelma viaja a muchos lugares diferentes del mundo conocido de su época, incluyendo Irlanda, Gales, Inglaterra (Northumbria), España (Hispania), Bretaña y Roma. Las diferencias entre las sociedades que encuentra y su propio país natal es un tema recurrente a través de la serie. Por medio de sus aventuras, Peter Tremayne introduce a sus lectores a los eventos y conflictos del período. Los temas principales que se incluyen en la serie son:

### Temas sobre las relaciones entre sociedades diferentes
Diferencias entre la sociedad celta y otras sociedades de la época.
- El sistema de gobierno, en particular el método por el cual se elige a un gobernante. (El sistema semi-democrático celta versus el sistema anglosajón de primogenitura).
- Los sistemas legales y las convenciones de los procedimientos legales (incluyendo los métodos para establecer la inocencia o la culpabilidad), y los castigos para los criminales.
- Las alianzas políticas, las treguas y las disputas entre los diferentes países y reinos.
- La legalidad de la esclavitud.
- El rol de las mujeres. (Relativamente sin restricciones dentro de la sociedad celta y mucho más restringida en las sociedades romana y anglosajona).

### Temas dentro de la misma sociedad
Problemáticas dentro de la sociedad celta en sí misma.
- Conflictos entre el nivel de gobierno local (las cinco provincias de Irlanda) y el poder central (el Rey Supremo de Tara).
- Conflictos entre diferentes clanes o regiones de Irlanda.
- Diversos aspectos de la sociedad irlandesa, incluyendo el idioma, la geografía, la historia, la medicina, las profesiones, las costumbres y el alimento, entre otros.

### Temas religiosos
- El largo conflicto entre el Cristianismo celta y el Catolicismo romano, formas de Cristianismo que lucharon por la supremacía en las islas británicas durante la Edad Media.
- El encuentro de las formas de adoración más antiguas y paganas con las nuevas formas de adoración cristianas. En la serie de Fidelma esto se da a veces de manera pacífica y, en otras oportunidades, de manera violenta.
- El uso de la ley secular, o tradicional, irlandesa, versus la ley penitencial, un código legal introducido por la Iglesia.
- La cuestión del celibato entre los religiosos.
- El valor de la superstición y de la astrología.

## Novelas y colecciones de cuentos
| Título original                           | Número en la serie | Traducción                                                    | Transcurre durante   | Año de publicación |
| Absolution by murder                      | 1                  | Absolución por asesinato, España, Ed. Edhasa, 2001            | Mayo de 664          | 1994               |
|                                           |                    | Sínodo en Witebia, Argentina, Peuco Editores, 2007            |                      |                    |
| Shroud for the archbishop                 | 2                  | Una mortaja para el arzobispo, España, Ed. Edhasa, 2001       | Verano de 664        | 1995               |
|                                           |                    | Un sudario para el arzobispo, Argentina, Peuco Editores, 2009 |                      |                    |
| Suffer little children                    | 3                  | Sufrid pequeños, España, Ed. Edhasa, 2002                     | Otoño de 665         | 1995               |
| The subtle serpent                        | 4                  | La serpiente sutil, España, Ed. Edhasa, 2003                  | Enero de 666         | 1996               |
| The spider's web                          | 5                  | La telaraña, España, Ed. Edhasa, 2004                         | Mayo de 666          | 1997               |
| Valley of the shadow                      | 6                  | El valle de las sombras, España, Ed. Edhasa, 2005             | Julio de 666         | 1998               |
| The monk who vanished                     | 7                  | El monje desaparecido, España, Ed. Edhasa, 2006               | Septiembre de 666    | 1999               |
| Act of mercy                              | 8                  | Un acto de misericordia, España, Ed. Edhasa, 2007             | Otoño de 666         | 1999               |
| Our Lady of darkness                      | 10                 | Nuestra Señora de las tinieblas, España, Ed. Edhasa, 2008     | Otoño de 667         | 2000               |
| Hemlock at vespers. (Historias cortas)    | 9                  | Cicuta al anochecer, Argentina, Peuco Editores, 2005.         |                      | 2000               |
| Smoke in the wind                         | 11                 |                                                               | Invierno de 666      | 2001               |
| The haunted abbot                         | 12                 |                                                               | Diciembre de 666     | 2002               |
| Badger's moon                             | 13                 |                                                               | Otoño de 667         | 2003               |
| Whispers of the dead. (Historias cortas)  | 15                 | Susurros de los muertos, Argentina, Peuco Editores, 2006.     |                      | 2004               |
| The leper's bell                          | 14                 |                                                               | Invierno de 667      | 2004               |
| Master of souls                           | 16                 |                                                               | Enero de 668         | 2005               |
| A prayer for the damned                   | 17                 |                                                               | Febrero de 668       | 2006               |
| Dancing with demons                       | 18                 |                                                               | Primavera de 669     | 2007               |
| Council of the cursed                     | 19                 |                                                               | Verano de 670        | 2008               |
| The dove of death                         | 20                 |                                                               | Verano de 670        | 2009               |
| The chalice of blood                      | 21                 |                                                               | Verano de 670        | 2010               |
| Behold a pale horse                       | 22                 |                                                               | Otoño de 664         | 2011               |
| The seventh trumpet                       | 23                 |                                                               | Fin de verano de 670 | 2012               |
| Atonement of blood                        | 24                 |                                                               | Invierno de 670      | 2013               |
| The devil's seal                          | 25                 |                                                               | Comienzo de 671      | 2014               |
| The second death                          | 26                 |                                                               | Abril de 671         | 2015               |
| Penance of the damned                     | 27                 |                                                               | Junio de 671         | 2016               |
| The lair of the white fox. (Novela corta) |                    |                                                               | Verano de 659        | 2016               |
| Night of the lightbringer                 | 28                 |                                                               | Octubre de 671       | 2017               |
| Bloodmoon                                 | 29                 |                                                               | Diciembre de 671     | 2018               |
| Blood in eden                             | 30                 |                                                               | Febrero de 672       | 2019               |
| The shapeshifter's lair                   | 31                 |                                                               | Marzo y abril de 672 | 2020               |
| The house of death                        | 32                 |                                                               | Abril de 672         | 2021               |
| Death of a heretic                        | 33                 |                                                               | Mayo de 672          | 2022               |
| Revenge of the stormbringer               | 34                 |                                                               | Agosto de 672        | 2023               |
| Prophet of blood                          | 35                 |                                                               | Otoño de 672         | 2024               |